# Studené dálkové vytápění

Schéma funkce studené sítě dálkového vytápění

Studené dálkové vytápění je technickou variantou sítě dálkového vytápění, která pracuje při nízkých přenosových teplotách, které jsou mnohem nižší než u konvenčních systémů dálkového vytápění, a může poskytovat prostorové vytápění i chlazení . Běžné jsou přenosové teploty v rozmezí cca. 10 až 25 °C a systémy umožňují různým spotřebitelům vytápět a chladit současně a nezávisle na sobě. Teplá voda je vyráběna a objekt vytápěn vodními tepelnými čerpadly, která získávají tepelnou energii z topné sítě, přičemž chlazení je možné zajistit buď přímo přes síť studeného tepla, nebo v případě potřeby nepřímo přes chladiče. Studené lokální vytápění je někdy také označováno jako anergická síť . Souhrnný termín pro takové systémy ve odborné terminologii je 5. generace dálkového vytápění a chlazení . Vzhledem k možnosti, aby toto systémy byly provozovány výhradně s obnovitelné zdroje energie a zároveň přispívaly k vyrovnání kolísavé výroby větrných turbín a fotovoltaických systémů jsou studené lokální topné sítě považovány za slibnou možnost pro udržitelné teplo bez emisí skleníkových plynů a emisí.

## Terminologie
Zde popsané topné sítě páté generace ještě nemají jednotný název a existují také různé definice pro obecný technický koncept (stav z roku 2019). V anglické odborné literatuře se používají termíny Low temperature District Heating and Cooling (LTDHC), Low temperature networks (LTN), Cold District Heating (CHD) a Anergy networks nebo Anergy grid . Navíc, některé publikace mají definiční konflikty při vymezení na „teplo“ sítě dálkového vytápění, protože některé autoři považují Nízkoteplotní ústředního vytápění a chlazení, stejně jako Ultra-nízkoteplotní teplárenské systémy za podmnožinu čtvrté generace dálkového vytápění. Navíc definice tzv. low-ex sítí umožňuje zařadit je jak do čtvrté, tak do páté generace.

## Historie

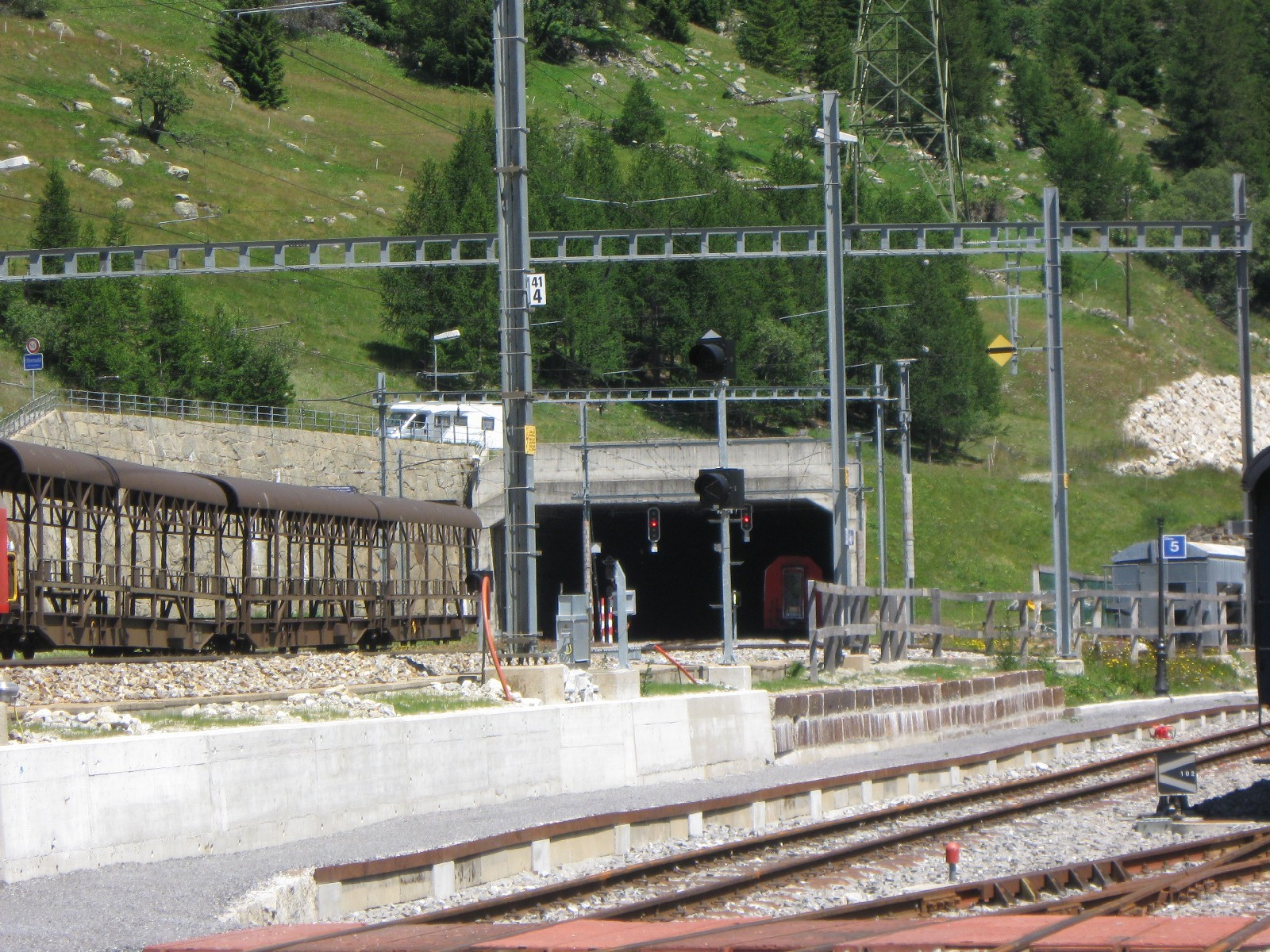
Jedna z prvních studených sítí lokálního vytápění využívá jako zdroj tepla průsakovou vodu z úpatního tunelu Furka

První studenou sítí dálkového vytápění je tepelná síť v Arzbergu v Horních Frankách v Německu. V tamní elektrárně Arzberg, která byla mezitím odstavena, se nechlazená chladicí voda odebírala mezi kondenzátorem turbíny a chladicí věží a potrubím se rozváděla do různých budov, kde byla následně využívána jako zdroj tepla pro tepelná čerpadla. Ta sloužila jak k vytápění školy a plaveckého bazénu, tak k vytápění kromě různých obytných a komerčních budov.
Jedne z prvních systémů byl uveden do provozu v roce 1979 ve Wulfenu. Tepelnou energií, která byla odebírána z podzemní vody, bylo zásobováno 71 objektů. V roce 1994 spuštěna první síť studeného vytápění využívající odpadní teplo průmyslového podniku, textilního podniku. Také v roce 1994 (podle Pellegriniho a Bianchiniho již v roce 1991) byla ve švýcarské obci Oberwald vybudována studená lokální tepelná síť, která je provozována s průsakovou vodou z úpatního tunelu Furka.
K lednu 2018 bylo v Evropě v provozu celkem 40 turbín, po 15 v Německu a Švýcarsku. Většina projektů byla pilotní s tepelným výkonem od několika stovek kWth až jednotky MW, největší zařízení mělo výkon cca. 10 MWth. V roce 2010 byla přidána přibližně tři zařízení ročně.

## Koncept
Sítě studeného tepla jsou tepelné sítě, které jsou provozovány při velmi nízkých teplotách (obvykle mezi 10 a 25 °C). Mohou být napájeny z různých, často regenerativních zdrojů tepla a umožňují současnou produkci tepla a chladu. Protože provozní teploty nestačí na výrobu teplé vody a tepla na vytápění, je teplota u spotřebiče zvýšena na požadovanou úroveň pomocí tepelných čerpadel. Stejně tak lze vyrábět chlad a odpadní teplo vracet zpět do topné sítě. Připojení spotřebitelé tak nejsou pouze zákazníky, ale mohou vystupovat i jako prosumeři, kteří mohou teplo podle okolností buď spotřebovávat, nebo vyrábět.
Koncepce studených lokálních topných sítí je odvozena od tepelných čerpadel využívajících podzemní vody a tepelných čerpadel s otevřenou smyčkou. Zatímco první se používají hlavně k zásobování jednotlivých domů, druhé se často nacházejí v komerčních budovách, které mají potřeby jak na vytápění, tak na chlazení a musí tyto potřeby uspokojovat paralelně. Studené lokální vytápění rozšiřuje tento koncept na jednotlivé obytné oblasti nebo čtvrti. Stejně jako běžná geotermální tepelná čerpadla mají studené lokální topné sítě oproti vzduchovým tepelným čerpadlům tu výhodu, že pracují efektivněji díky nižšímu rozdílu teplot mezi zdrojem tepla a teplotou vytápění. Ve srovnání s geotermálními tepelnými čerpadly však mají chladné lokální topné sítě další výhodu v tom, že i v městských oblastech, kde prostorové problémy často brání použití geotermálních tepelných čerpadel, lze teplo sezónně akumulovat prostřednictvím centrálních zásobníků tepla a navíc zátěžové profily různých budov mohou umožnit rovnováhu mezi požadavky na vytápění a chlazení.
Studené dálkové vytápění je vhodné zejména tam, kde existují různé typy budov (obytné, obchodní, supermarkety atd.), a proto existuje poptávka po vytápění i chlazení, což umožňuje energetickou rovnováhu v krátkém nebo dlouhém časovém období. Alternativně umožňují sezónní systémy akumulace tepla rovnováhu mezi nabídkou a poptávkou po energii. Využitím různých (odpadních) zdrojů tepla a kombinací zdrojů tepla a tepelných jímek lze rovněž vytvářet synergie a dále rozvíjet dodávky tepla směrem k oběhovému hospodářství . Nízká provozní teplota sítí studeného vytápění navíc umožňuje nekomplikovaným způsobem přivádět do sítě jinak těžko využitelné nízkopotenciální odpadní teplo. Nízká provozní teplota zároveň výrazně snižuje tepelné ztráty topné sítě, což omezuje energetické ztráty zejména v létě, kdy je malá poptávka po teple. Roční výkonový faktor tepelných čerpadel je také poměrně vysoký, zejména ve srovnání s tepelnými čerpadly na vzduch. Studie 40 systémů uvedených do provozu do roku 2018 ukázala, že tepelná čerpadla dosáhla sezónního COP alespoň 4 u většiny studovaných systémů; nejvyšší sezónní hodnoty COP byly asi 6.
Technologicky jsou sítě studeného tepla součástí konceptu chytrých tepelných sítí.

## Komponenty

### Zdroje tepla

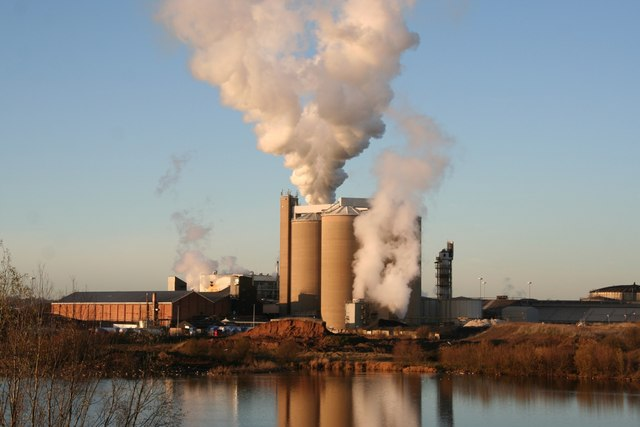
Sítě studeného vytápění se ideálně hodí pro využití odpadního tepla z průmyslových a komerčních budov

Jako dodavatele energie pro síť studeného vytápění lze využít různé zdroje tepla, zejména obnovitelné zdroje, jako je zemní, vodní, komerční a průmyslové odpadní teplo, solární tepelná energie a okolní vzduch, které lze využívat samostatně nebo v kombinaci. Vzhledem k obecně modulární konstrukci chladných lokálních tepelných sítí lze s dalším rozšiřováním sítě postupně vyvíjet nové zdroje tepla, takže větší topné sítě mohou být napájeny z řady různých zdrojů.
V praxi jsou téměř nevyčerpatelnými zdroji např. mořská voda, řeky, jezera nebo podzemní voda . Ze 40 sítí studeného vytápění provozovaných v Evropě k lednu 2018 jich 17 využívalo jako zdroj tepla vodní plochy nebo podzemní vodu. Druhým nejvýznamnějším zdrojem tepla byla geotermální energie . To je obvykle přístupné přes geotermální vrty pomocí vertikálních vrtných výměníků tepla. Je však možné použít i plošné kolektory jako jsou agrotermické kolektory. Horizontální kolektory se v tomto případě zaorávají do zemědělské půdy v hloubce 1,5 až 2 m, tedy pod pracovní hloubkou zemědělských strojů, které dokážou podle potřeby odebírat teplo z půdy. Tento koncept, který umožňuje další zemědělské využití, byl realizován například v síti studeného tepla v německém městě Wüstenrot.
Kromě toho existují sítě studeného vytápění, které získávají geotermální energii z tunelů a opuštěných uhelných dolů. Lze využít i odpadní teplo z průmyslových a obchodních podniků. Například dvě sítě na studené vytápění v Aurichu a Herfordu využívají odpadní teplo z mlékáren a další závod ve Švýcarsku využívá odpadní teplo z elektrárny na biomasu, zatímco další síť na studené vytápění využívá odpadní teplo z textilní společnosti. Mezi další možné zdroje tepla patří solární tepelná energie (zejména pro regeneraci geotermálních zdrojů a nabíjení akumulačních nádrží), velká tepelná čerpadla využívající teplo z okolního prostředí, kanalizační systém, kombinované tepelné elektrárny a kotle na biomasu nebo fosilní paliva pro špičkové zatížení pro podporu jiných zdroje tepla. Nízké provozní teploty sítí studeného vytápění jsou zvláště příznivé pro solární tepelné systémy, kogenerační jednotky a rekuperaci odpadního tepla, protože za těchto podmínek mohou pracovat s maximální účinností. Sítě studeného vytápění zároveň umožňují průmyslovým a obchodním společnostem s potenciálem odpadního tepla, jako jsou supermarkety a datová centra, dodávat tepelnou energii do sítě bez většího finančního investičního rizika, protože na teplotní úrovni sítí studeného vytápění je přívod tepla je možný bez tepelného čerpadla.
Dalším zdrojem tepla může být i zpětné vedení konvenčních sítí dálkového vytápění. Pokud je provozní teplota studené topné sítě nižší než teplota půdy, může samotná síť absorbovat teplo z okolní půdy. V tomto případě pak síť funguje jako jakýsi geotermální kolektor.

### (Sezónní) akumulace tepla

Funkce kolektoru geotermálního tepla. Tyto kolektory lze využít i pro sezónní skladování

Akumulace tepla formou sezónního akumulace je klíčovým prvkem chladných lokálních topných systémů. Aby se vyrovnaly sezónní výkyvy ve výrobě a spotřebě tepla, je mnoho systémů studeného vytápění postaveno se sezónním akumulováním tepla. To je vhodné zejména tam, kde struktura spotřebitelů/prosumerů nevede k převážně vyrovnané potřebě tepla a chlazení nebo kde není celoročně k dispozici dostatečný zdroj tepla. Vhodné jsou vodní nádrže a skladování prostřednictvím vrtných polí.  Ty umožňují ukládat přebytečné teplo z letní poloviny roku např. z chlazení, ale i z jiných zdrojů tepla a ohřívat tak půdu. Během topného období je pak proces obrácený a ohřátá voda je čerpána a přiváděna do studené teplárenské sítě. Jsou však možné i jiné typy akumulace tepla. Například síť studeného vytápění ve Fischerbachu využívá zásobník ledu.

### Tepelná síť
Studené lokální topné systémy umožňují různé konfigurace sítě. Hrubě lze rozlišovat mezi otevřenými systémy, ve kterých se voda přivádí, prochází sítí, kde je dodávána příslušným spotřebitelům a nakonec vypuštěna do životního prostředí, a uzavřenými systémy, ve kterých cirkuluje nosná tekutina, obvykle solanka, v okruhu. Systémy lze také rozlišit podle počtu použitých potrubí. V závislosti na příslušných podmínkách jsou možné konfigurace s jednou až čtyřmi trubkami:
- Jednotrubkové systémy se obvykle používají v otevřených systémech, které využívají jako zdroj tepla povrchovou nebo podzemní vodu a po průtoku tepelnou sítí ji uvolňují zpět do životního prostředí.
- U dvoutrubkových systémů jsou obě trubky provozovány při různých teplotách. V topném provozu slouží teplejší z nich jako zdroj tepla pro tepelná čerpadla spotřebitelů, zatímco chladnější pohlcuje přenosové médium chlazené tepelným čerpadlem. V režimu chlazení slouží jako zdroj chladnější, teplo vyrobené tepelným čerpadlem je přiváděno do teplejšího potrubí.
- Třítrubkové systémy fungují podobně jako dvoutrubkové systémy, existuje však i třetí potrubí, které je provozováno s teplejší vodou, takže (alespoň v případě otopných systémů s nízkou teplotou průtoku, jako je podlahové vytápění) může vytápění probíhá bez použití tepelného čerpadla. Teplo se obvykle předává přes výměníky tepla . V závislosti na teplotě se pak teplo po použití vrací zpět do teplejšího nebo chladnějšího potrubí. Alternativně lze třetí trubku použít také jako chladicí trubku pro přímé chlazení přes výměník tepla.
- Čtyřtrubkové systémy fungují jako třítrubkové systémy s tím rozdílem, že každý má jednu trubku pro přímé vytápění a chlazení. Tímto způsobem lze realizovat energetické kaskády.

Obecně platí, že potrubí sítí studeného vytápění lze navrhnout jednodušším a levnějším způsobem než v tradičních systémech dálkového vytápění. Díky nízkým provozním teplotám nedochází k termomechanickému namáhání, což umožňuje použití běžných polyetylenových trubek bez izolace, jaké se používají pro zásobování pitnou vodou. To umožňuje rychlou a nákladově efektivní instalaci a rychlé přizpůsobení různým geometriím sítě. Odpadá také nákladná rentgenová nebo ultrazvuková vyšetření trubek, svařování jednotlivých trubek a časově náročná izolace spojovacích kusů na místě. Ve srovnání s konvenčním potrubím dálkového vytápění však musí být pro přenos stejného množství tepla použito potrubí s větším průměrem. Energetická náročnost čerpadel je také vyšší díky větším objemům. Na druhou stranu studené lokální topné systémy mohou být potenciálně instalovány tam, kde je potřeba tepla připojených budov příliš nízká pro provoz konvenční topné sítě. Například v roce 2018 bylo 9 ze 16 systémů, pro které byly k dispozici dostatečné údaje, pod hranicí 1,2 kW tepelného výkonu/m délky sítě, která je považována za spodní hranici ekonomického provozu konvenčních „teplých“ lokálních topných soustav.

### Rozvodny

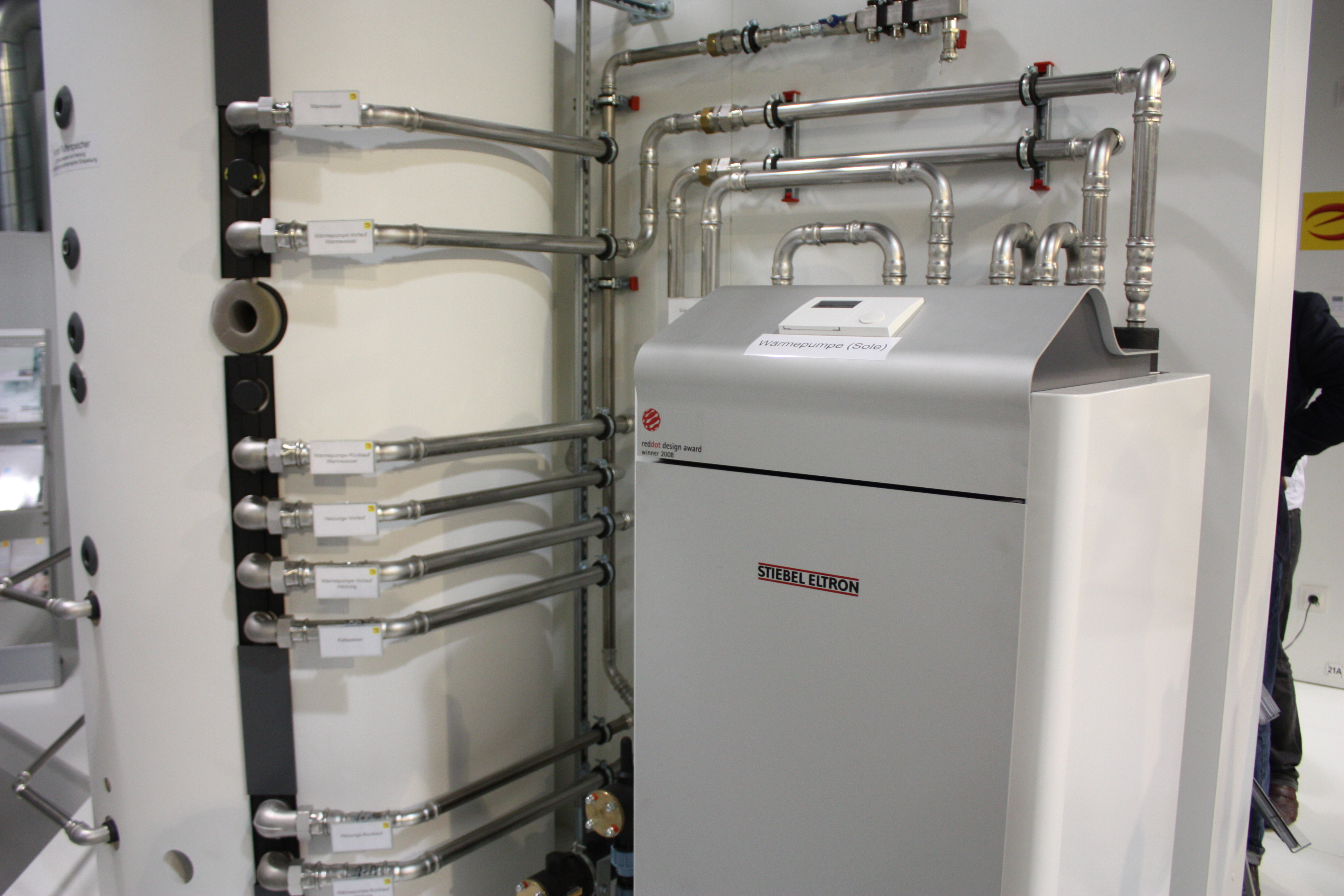
Tepelné čerpadlo na vodní zdroj

Ve srovnání s klasickými „horkými“ systémy dálkového vytápění jsou rozvody studených lokálních topných systémů složitější, zabírají více místa a je tedy dražší. U každého připojeného spotřebitele nebo prosumera musí být instalováno tepelné čerpadlo i přímý zásobník teplé vody. Tepelné čerpadlo je obvykle navrženo jako elektricky poháněné tepelné čerpadlo voda-voda a také je často fyzicky odděleno od studené tepelné sítě výměníkem tepla. Tepelné čerpadlo zvyšuje teplotu na úroveň potřebnou pro vytápění obydlí a vyrábí teplou vodu,  ale může být také použito k chlazení domu a dodávání zde vyrobeného tepla do topné sítě, pokud chlazení neprobíhá přímo bez použití tepelného čerpadla. Lze nainstalovat i záložní systém, jako je topné těleso. Lze instalovat i tepelný zásobník pro topný systém, který umožňuje flexibilnější provoz tepelného čerpadla.  Takové akumulační nádrže také pomáhají udržovat malé tepelné čerpadlo, což zase snižuje náklady na instalaci.

## Role v budoucích energetických systémech
Nízkoteplotní topné sítě, které zahrnují studené lokální topné systémy, jsou považovány za ústřední prvek pro dekarbonizaci dodávek tepla v kontextu transformace energetického systému a zmírňování změny klimatu. Systémy lokálního a dálkového vytápění mají ve srovnání s individuálními systémy vytápění různé výhody: Patří mezi ně např. vyšší účinnost systémů, možnost využití kombinované výroby elektřiny a tepla a využití dosud nevyužitého potenciálu odpadního tepla. Kromě toho jsou považovány za důležitý přístup ke zvýšení využívání obnovitelných zdrojů energie  a snížení požadavků na primární energii a místních emisí při výrobě tepla. Upuštěním od spalovacích technologií pro přívod do sítě studeného tepla lze zcela zabránit emisím oxidu uhličitého a lokálním emisím znečišťujících látek. Sítě studeného tepla jsou také vnímány jako příležitost k vybudování tepelných sítí v budoucnu, které jsou 100% napájeny z obnovitelných zdrojů energie.

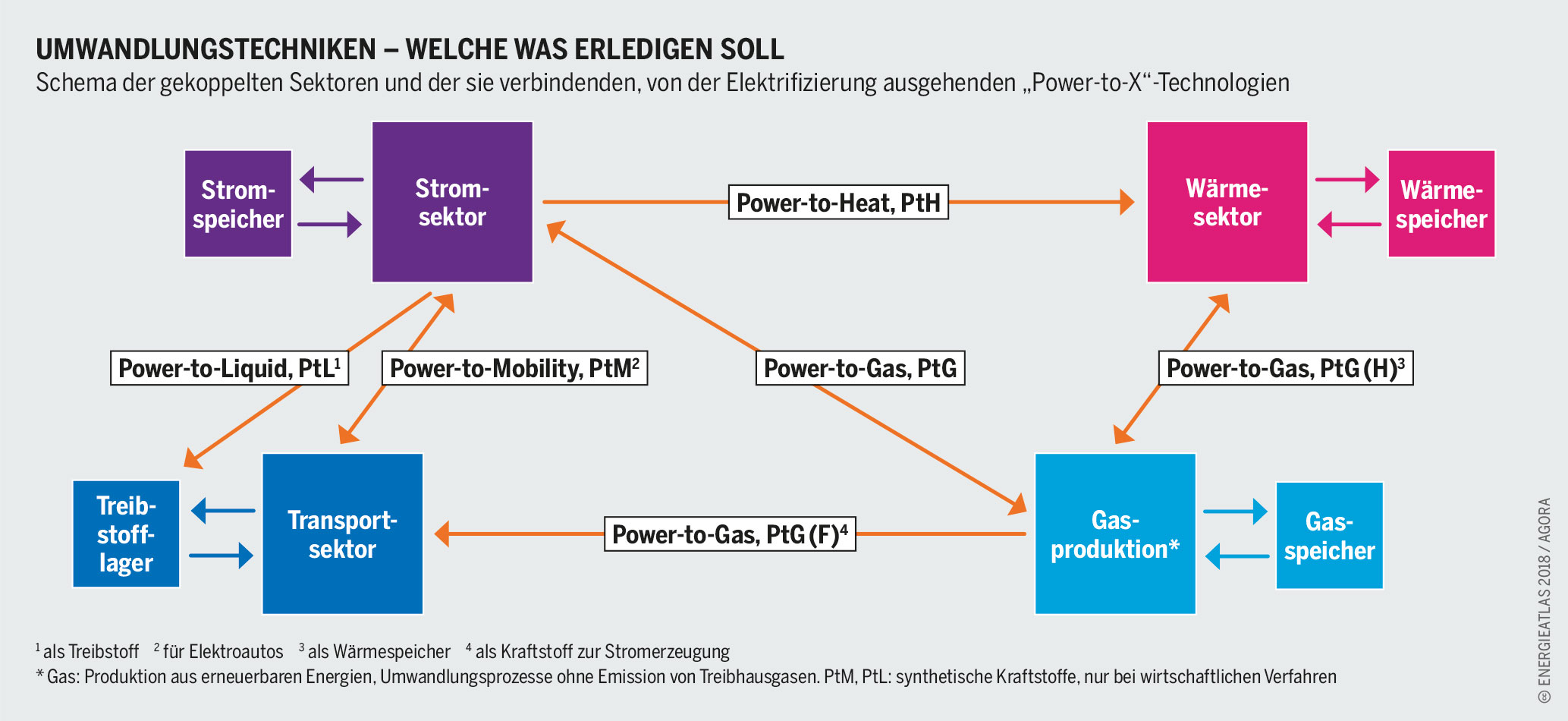
Rozsáhlá elektrifikace tepelného sektoru je ústředním prvkem sektorového propojení

Dalším slibným přístupem je použití chladných lokálních topných systémů a dalších topných systémů s tepelným čerpadlem pro sektorové propojení . Technologie power-to-heat tedy na jedné straně využívají elektrickou energii k vytápění a na straně druhé může teplárenství pomoci zajistit systémové služby kompenzující kolísající produkci zelené elektřiny v elektroenergetice. Studené lokální topné sítě tak mohou přispívat k řízení zátěže prostřednictvím tepelných čerpadel a spolu s dalšími akumulačními systémy napomáhat k zajištění bezpečnosti dodávek.
Pokud jsou střechy zásobovaných objektů vybaveny fotovoltaickými systémy, je možné získat část elektřiny potřebné pro tepelná čerpadla i ze střechy spotřebitele. Například ve Wüstenrotu bylo postaveno 20 domů PlusEnergy, které jsou všechny vybaveny fotovoltaickými systémy, solární baterií a zásobníkem tepla pro nejvyšší možnou míru samozásobení flexibilním provozem tepelného čerpadla.